# يونس بن عبد الرحمن
أبو محمّد يونس بن عبد الرحمن (740 - 823 م) (122 - 208 هـ) عالم مسلم حجازي من أهل القرن الثاني الهجري/الثامن الميلادي. برز في المذهب الاثنا عشرية وعاصر أربعة من أئمتهم هم جعفر بن محمد الصادق وموسى بن جعفر الكاظم وعلي بن موسى الرضا ومحمد بن علي الجواد وهو من رواة الحديث عنهم ومن فقهاء ومتكلمين، صاحب التصانيف كثيرة. عُرف بمعارضته الواقفية. عيّن وكيلاً للإمام الرضا وهو من شخصيات موثوقة عند الاثنا عشرية في الحديث والرواية والفقه. توفي في المدينة ودفن في بقيع.

## سيرته
ولد يونس بن عبد الرحمن مولى آل يقطين في المدينة المنورة حوالي سنة 122 هـ/ 740 م أو يقال في بغداد. 

أخذ الحديث عن أكثر من مائتي الشيوخ أبرزهم محمد بن مسلم الثقفي، معاوية بن عمار، هشام بن الحكم الكوفي، عبد الله بن سنان، عبد الله بن مسكان، حريز بن عبد الله السجستاني، معاوية بن وهب . وأخذ عنه أكثر من تسعين منهم صفوان بن يحيى البجلي، عبد العزيز بن المهتدى، الفضل بن شاذان والحسين بن سعيد الأهوازي. 

ولفضله وعلمه وشهرته كان علي الرضا يرشد الناس إلى التزود من علمه. وكان صاحب مدرسة في الفقه والحديث والرواية الصحيحة.

توفي يونس بن عبد الرحمن في مدينة المنورة سنة 208 هـ/ 823 م ودفن في بقيع الغرقد.

## حياته الشخصية
فقد حج أربعًا وخمسين حجة، واعتمر أربعًا وخمسين عمرة. تزوج وابنه هو محمد، من أصحاب الإمامين الرضا والجواد.

## مؤلفاته
ألف أكثر من ثلاثين مصنفًا في العقائد والفقه والحديث والتفسير، ضاع معظمها، منها :
| - كتابه في اختلاف الحديث، وهو كتاب يبحث عن الأحاديث المتعارضة‌، وعن كيفية علاج هذا التعارض ورفعه . - كتابه في علل الحديث، ويعرف بـ العلل الكبير - السهو - الأدب والدلالة على الخير - الزكاة - جوامع الآثار - الشرائع - الصلاة - العلل الكبير - اختلاف الحج - الاحتجاج في الطلاق - علل الحديث | - الفرائض - الجامع الكبير في الفقه - التجارات - تفسير القرآن - الحدود - الآداب - المثالب - علل النكاج وتحليل المتعة - البداء - نوادر البيوع - الرد على الغلاة - ثواب الحج | - النكاح - الطلاق - المتعة - المكاسب - الوضوء - الديات - يوم وليلة - اللؤلؤة في الزهد - الإمامة - فضل القرآن |